# Gaïa-Encelade

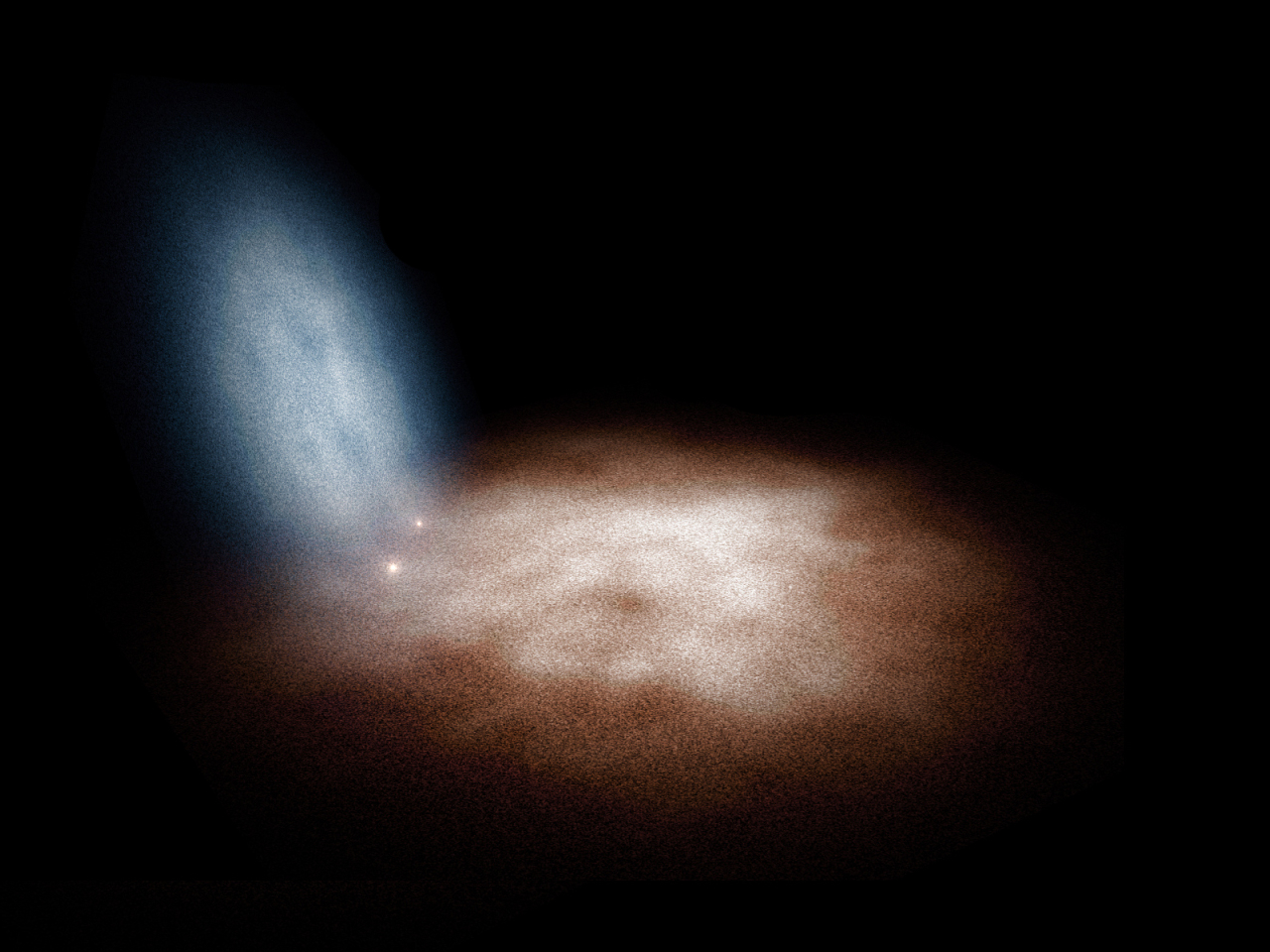
Représentation d'une rencontre entre Gaïa-Encelade et le progéniteur de la Voie lactée, donnant naissance à notre galaxie.

Gaïa-Encelade est une ancienne galaxie naine accrétée par la Voie lactée il y a entre 8 et 11 milliards d'années. On la surnomme également « Gaia Sausage » en raison de la forme allongée du graphique représentant les vitesses de ses étoiles dans notre galaxie.

## Description
Encelade est un géant de la mythologie grecque, fils de Gaïa. Encelade était enterré sous le Mont Etna et générait des tremblements de terre. De même, cette ancienne galaxie était cachée dans la Voie lactée et a probablement participé à la création du disque épais.
Détectée par la mission spatiale Gaia, Gaïa-Encelade est constituée d'au moins huit amas globulaires. La galaxie satellite progénitrice devait avoir une masse entre 108,85 et 109,85 masses solaires. L'accrétion d'Encelade aurait déclenché une augmentation de la création d'étoiles galactiques, du fait de l'arrivée de « gaz frais ».
La métallicité [Fe/H] de ses étoiles est plus élevée que la moyenne galactique. 
Une étude basée sur les données d’APOGEE-2 a comparé sa composition chimique à celle des galaxies naines satellites de la Voie lactée. Les résultats montrent que Gaïa-Encelade a connu une formation stellaire rapide et un enrichissement précoce en éléments α avant d’être accrétée, contrairement aux satellites actuels qui ont évolué plus progressivement. Son extinction rapide après la fusion a figé son évolution chimique, la distinguant ainsi des autres galaxies naines.